# ジョゼフ・ロージー
ジョゼフ・ロージー（Joseph Losey、1909年1月14日 - 1984年6月22日）は、アメリカ合衆国出身のヨーロッパの映画監督である。日本での表記はジョセフ・ロージーとの揺れがある。赤狩りで活動が制限された頃は、イタリア名アンドレア・フォルツァーノ（Andrea Forzano）でも活動した。

## 人物・来歴
1909年1月14日、アメリカ合衆国ウィスコンシン州に生まれる。
1948年にRKOより映画監督としてデビューした。その後、赤狩りの影響で1953年にイギリスに亡命し、以後イギリス、あるいはフランス等で作品を作り続けた。
1967年の『できごと』でカンヌ国際映画祭審査員特別賞を、1970年の『恋』でパルム・ドールを受賞。1976年の『パリの灯は遠く』はセザール賞で作品賞と監督賞を受賞している。
1980年にはパリ・オペラ座の依頼で、ムソルグスキー作曲のオペラ『ボリス・ゴドゥノフ』を演出した。
1984年6月22日、75歳で死去。

## 監督作品
- 緑色の髪の少年 The Boy with Green Hair (1948)
- 暴力の街 The Lawless (1950) ＊日本劇場未公開、TV放映
- 不審者 The Prowler (1951) ＊日本劇場未公開、TV放映、DVDセット発売
- 大いなる夜 The Big Night (1951) ＊日本劇場未公開、WOWOWでTV放映、DVDセット発売
- 拳銃を売る男 Stranger on the Prowl (1953)　＊アンドレア・フォルツァーノ名義
- 二つの顔をもつ男 A Man on the Beach (1956)
- 非情の時 Time Without Pity (1956)
- 狙われた男 Chance Meething (英題) / Blind Date (米題) (1959)
- コンクリート・ジャングル Concrete Jungle (1960)
- エヴァの匂い Eva (1962)
- 呪われた者たち The Damned (1963) ＊日本劇場未公開、WOWOWでTV放映
- 召使 The Servant (1963)
- 銃殺 King and Country (1964)
- 唇からナイフ Modesty Blaise (1966)
- できごと Accident (1967)
- 夕なぎ Boom! (1968)
- 秘密の儀式 Secret Ceremony (1968)
- 風景の中の人物　Figures in a Landscape (1970) ＊フィルムセンター上映題、TV放映題「雪崩」
- 恋 The Go-Between (1970)
- 暗殺者のメロディ The Assassination of Trotsky (1972)
- 人形の家 A Doll's House (1973)
- 愛と哀しみのエリザベス The Romantic Englishwoman (1975) ＊日本劇場未公開、VHS発売
- パリの灯は遠く Monsieur Klein (1976)
- ドン・ジョヴァンニ Don Giovanni (1979)
- 鱒 La Truite (1982) ＊アテネ・フランセで字幕なし上映、WOWOWでTV放映
- スチームバス/女たちの夢 Steaming (1985) ＊日本劇場未公開、WOWOWでTV放映